# 蚀瓣桤叶树
蚀瓣桤叶树（学名：Clethra wuyishanica var. erosa）为桤叶树科桤叶树属下的一个变种。

## 扩展阅读
- 維基物種上的相關：蚀瓣桤叶树